# Constantino Doranita
Constantino Doranita (em grego: Κωνσταντῖνος Δωρανίτης; romaniz.: Konstantinos Doranítes) foi um aristocrata e líder militar grego bizantino do Império de Trebizonda. Um proeminente membro da aristocrática família Doranita de Trebizonda, a atividade de Teodoro Doranita deve ser vista dentro do contexto da guerra civil que eclodiu no império no século XIV. Constantino era irmão de Teodoro Pileles Doranita, igualmente um oficial cortesão sênior em Trebizonda, e teve um filho, João, que recebeu o título cortesão de pincerna em 1344.
Em 1340–41, Constantino tomou parte na guerra civil sob a liderança falha do sebasto e grande estratopedarca Tzaniches que opôs-se à imperatriz Irene Paleóloga. Suas ações depois da derrota são incertas até 1341/1342, quando fugiu para Constantinopla com Nicetas Escolares e Gregório Mitzômata. Lá, convenceram João Mega Comneno a retornar para Trebizonda, onde foi coroado imperador em setembro de 1342. Em 1344, com a ascensão do imperador Miguel Mega Comneno, recebeu a dignidade de protovestiário. Em 1351, foi o céfalo (governador provincial) de Límnia, e revoltou-se contra Aleixo III Mega Comneno sem qualquer sucesso.